# Associação Atlética Colatina
L'Associação Atlética Colatina, noto anche semplicemente come Colatina, era una società calcistica brasiliana con sede nella città di Colatina, nello Stato dell'Espírito Santo.

## Storia
Il club è stato fondato il 13 maggio 1978. Il Colatina arrivò terzo nel Campionato Capixaba nel 1978, e fu invitato a partecipare al Campeonato Brasileiro Série A nel 1979. Il club fu inserito nel gruppo B, dove è stato eliminato alla prima fase, e terminò il campionato all'89º posto su 94 club. Più tardi il club partecipò al Campeonato Brasileiro Série B tre volte, nel 1982, nel 1989, e nel 1991, ha anche partecipato tre volte al Campeonato Brasileiro Série C, nel 1981, nel 1990, e nel 1996, e ha vinto il Campionato Capixaba nel 1990, qualificandosi per la Coppa del Brasile 1991, dove il club è stato eliminato ai sedicesimi di finale dal Santa Cruz.

## Palmarès

### Competizioni statali
- Campionato Capixaba: 1

1990